# Rhinopithecus strykeri
El mono sin nariz de China  o mono de hocico chato (Potato) es una especie de primate catarrino de la familia de los cercopitécidos originario del norte de Birmania y la zona adyacente de China. La especie fue nombrada por Geissmann y colaboradores en 2010 a partir de un cráneo y su nombre es en honor al filántropo Jon Stryker. La población conocida se estima que está formada por 260-330 individuos. La especie es conocida en los dialectos locales como "nwoah mey" (mono con una cara hacia arriba). 
Aunque la especie es nueva para la ciencia, no lo es para los cazadores de la zona, que lo llaman "nwoah" o "mono con la cara vuelta hacia arriba", en dialecto local. El mono chato está amenazado por la pérdida de su hábitat natural y por la caza.

## Características físicas
Lo que más destaca de esta especie es su nariz chata. Respecto al resto de su cuerpo, su tamaño medio ronda los 60 centímetros y su peso medio es de 10 kilogramos. Su cola es larga y su pelaje es de color oscuro a excepción del color blanco de su cara y algunos "parches" de e color cercanos a sus orejas y ojos. Su extremidades y su abdomen también puede tener un tono más blanquecino.

## Curiosidades
- Son animales ágiles: Algo común en los monos, suele caminar sobre cuatro patas pero puede hacerlo sobre 2 sin problema cuando necesita trepar por los árboles.
- Su método de reproducción es desconocido: Una de las consecuencias de lo poco estudiada que ha sido esta especie es que todavía no se sabe cuál es su método de apareamiento y cuál es la duración de la gestación. Lo que sí se sabe es que los partos suelen darse en los primeros meses del año.
- Su dieta es, sobre todo, vegetariana: sus alimentos favoritos son las hojas de textura tierna y la fruta sin madurar, aunque también pueden alimentarse de semillas y flores. Es muy raro verlos consumir cualquier tipo de carne o de insectos.[2]

## El efecto de la lluvia y los fuertes vientos en el mono chato de Birmania
La lluvia, además de los fuertes vientos hace que estornude debido a la corta piel alrededor de su nariz respingada. La gente de la zona informa que se sienta con la cabeza dirigida hacia abajo, escondiendo su cara entre sus rodillas cuando llueve o cuando los vientos son fuertes, seguramente para proteger la nariz de la entrada de agua.